# ミハイル・カラトーゾフ
ミハイル・カラトーゾフ（ロシア語: Михаил Калатозов, 1903年12月28日 - 1973年3月27日）は、ソビエト連邦の映画監督である。グルジアのティフリス（現在のトビリシ）出身。本名はミヘイル・カラトジシヴィリ（グルジア語: მიხეილ კალატოზიშვილი）。

## 人物・来歴

### 経歴
トビリシのゴスキンプロム・グルジイ撮影所でまず役者となり、続いてキャメラマンとしての修業を積む。監督としては1930年の辺境ドキュメンタリー『スワネチアの塩』で注目されるものの、『軍靴の中の釘』（1931年）がスターリン施政下の検閲により批判され、長らく監督業から身を引くことを余儀なくされる。第二次大戦の時期にはいくつかプロパガンダ映画に携わり、その後アメリカのソ連大使館文化担当官として赴任、ハリウッド映画産業の研究書を著した。
スターリン死後の1957年に発表した『戦争と貞操』がカンヌ国際映画祭でグランプリを受賞、ソ連映画の新しい動きを代表する監督となる。1964年のソ連とキューバの合作『怒りのキューバ』では、撮影監督のセルゲイ・ウルセフスキーとともに鮮烈な映像を生み出したが、当時はソ連・キューバのどちらからも評価されなかった。
1973年3月27日、当時のソ連の首都モスクワで死去した。満69歳没。遺作は『SOS北極... 赤いテント』（1971年）。

### 没後
『怒りのキューバ』が、1990年代になってからアメリカで再評価され、マーティン・スコセッシとフランシス・フォード・コッポラら著名な映画人の尽力で修復・世界中で再公開され、日本でも2023年を皮切りに『鶴は翔んでゆく』『送られなかった手紙』『怒りのキューバ』が4KレストアされたBlu-rayが発売された（『鶴は翔んでゆく』以外はソフト化自体も初めてとなる）。
2000年に孫のミハイル・カラトーゾフが「ミハイル・カラトーゾフ財団」を設立、ロシアの若手映画人への製作支援などを行っている。なお、孫のミハイルは2009年に死去。
2010年、イタリアのポルデノーネで開かれた第29回ポルデノーネ無声映画祭で特集され、5作のサイレント映画が上映された。

## おもなフィルモグラフィ
- スワネチアの塩 მარილი სვანეთს (1930) サイレント映画、ドキュメンタリー映画
- 軍靴の中の釘 Гвоздь в сапоге (1931)
- 戦争と貞操 Летят журавли (1957) のちに『鶴は翔んでゆく』へ改題
- 送られなかった手紙 (1960)日本では1964年に上映されて以降、鑑賞の機会がほぼ無かったが、2023年8月31日に発売・4KレストアされたBlu-rayとして、初めてソフト化された[2]。
- 怒りのキューバ Я - Куба (1964)日本では1968年に上映されて以降、鑑賞の機会がほぼ無かったが、2024年8月30日に発売・4KレストアされたBlu-rayとして、初めてソフト化された[3]。
- SOS北極... 赤いテント Красная палатка (1971)

## 註
1. ↑  Programma/Programme 2010 （イタリア語） / （英語）, ポルデノーネ無声映画祭、2010年10月18日閲覧。
2. ↑  “Amazon｜ 送られなかった手紙　ミハイル・カラトーゾフ　４Kレストア　Blu-ray｜ 映画”.  Amazon.co.jp. 2023年7月4日閲覧。
3. ↑  “Amazon.co.jp｜怒りのキューバ　ミハイル・カラトーゾフ　4Kレストア Blu-ray DVD・ブルーレイ - ミハイル・カラトーゾフ, セルヒオ・コリエッリ”.  Amazon.co.jp. 2024年7月5日閲覧。